# Kościół Nawiedzenia Najświętszej Maryi Panny w Mściwojowie
Kościół Nawiedzenia Najświętszej Maryi Panny – rzymskokatolicki kościół parafialny należący do parafii pod tym samym wezwaniem (dekanat Jawor diecezji legnickiej). Świątynia była wzmiankowana w 1251 roku, obecny kościół został zbudowany w 1792 roku i przebudowany w 1844 roku. 

## Architektura i wnętrze
Budowla posiada jedną nawę, została wzniesiona na planie prostokąta ze ściętymi i zaokrąglonymi narożnikami, z wnętrzem nakrytym sklepieniem żaglastym i zamkniętym półkoliście prezbiterium, z wieżą znajdującą się w przęśle poprzedzającym i zwieńczoną ośmiobocznym stożkowym dachem hełmowym. Świątynia posiada dachy dwuspadowe przełamane na styku nawy i prezbiterium. Elewacje kościoła są podzielone pilastrami z prostymi oknami zamkniętymi łukiem. Do wystroju i wyposażenia wnętrza należą: rozbudowana polichromia sklepień i ścian, a także wolnostojący architektoniczny ołtarz główny, ambona powstała pod koniec XVIII wieku, kamienna chrzcielnica, prospekt organowy oraz obrazy przedstawiające czterech Ewangelistów, wolnostojące rzeźby i witraże wykonane w pracowni Franza Mayera w Monachium. Budowla posiada również cudowną figurkę Matki Bożej Bolesnej, powstałą w XVIII wieku.